# G. Mott Williams
Gershom Mott Williams, född den 11 februari 1857 i Hamilton, New York, död den 14 april 1923, var en amerikansk anglikansk biskop.
Williams blev diakon 1880, präst 1882 och ärkedjäkne i diecesen Northern Michigan 1891 samt var biskop av Marquette i Michigan 1896-1916. Han skrev bland annat The Church of Sweden om Svenska kyrkan och The Anglican Communion om Anglikanska kyrkogemenskapen (1910) och var deltagare i den anglikanska kyrkokommission, som på grund av Lambethkonferensens 1908 uttalade önskan tillsattes och 1909 besökte Sverige för att förbereda närmandet mellan de anglikanska och svenska kyrkorna.